# Postulado de Planck
O postulado de Planck é um dos princípios fundamentais da mecânica quântica, postulando que a energia dos osciladores em um corpo negro é quantificada, e é dada por
{\displaystyle E=nh\nu \,},
onde {\displaystyle n} é um inteiro (1, 2, 3...), {\displaystyle h} é a constante de Planck e {\displaystyle \nu } (a letra grega nu, não a letra latina v) é a frequência do oscilador.

## História
O postulado de Planck foi introduzido por Max Planck em sua derivação de sua lei de radiação de corpo negro em 1900. Esta suposição permitiu a Planck derivar uma fórmula para todo o espectro da radiação emitida por um corpo negro. Planck foi capaz de justificar esta suposição baseado em física clássica, considerando a quantização como sendo puramente um truque matemático, em vez de (como sabemos agora) uma mudança fundamental em nossa compreensão do mundo.
Em 1905, em um de seus três trabalhos mais importantes, Albert Einstein adaptou o postulado de Planck para explicar o efeito fotoelétrico, mas Einstein propôs que a energia dos fótons em si era quantificada e que a quantização não era apenas um característica de osciladores microscópicos. O postulado de Planck foi ainda aplicado para compreender o efeito Compton e por Niels Bohr para explicar o espectro de emissão do átomo de hidrogénio e assim derivar o valor correto da constante de Rydberg.